# Shuidao
Shuidao (kinesiska: 水稻, 水稻乡) är en socken i Kina. Den ligger i provinsen Henan, i den centrala delen av landet, omkring 60 kilometer öster om provinshuvudstaden Zhengzhou. Antalet invånare är 28 755. Befolkningen består av 14 273 kvinnor och 14 482 män. Barn under 15 år utgör 22,0 %, vuxna 15-64 år 69 %, och äldre över 65 år 7,0 %.
Genomsnittlig årsnederbörd är 681 millimeter. Den regnigaste månaden är juli, med i genomsnitt 182 mm nederbörd, och den torraste är januari, med 4 mm nederbörd.